# Берёзовское сельское поселение (Острогожский район)
Берёзовское се́льское поселе́ние — муниципальное образование в Острогожском районе Воронежской области Российской Федерации.
Административный центр — село Берёзово.

## География
Поселение расположено в западной части района, на высоком правом береговом плато реки Потудань, при её притоке — реке Усть-Муровлянке. Площадь поселения — 5386,7 га.

## История
Населённые пункты поселения ранее[когда?] входили в территорию Коротоякского уезда:
Статус и границы сельского поселения установлены Законом Воронежской области от 2 декабря 2004 года № 88-ОЗ «Об установлении границ, наделении соответствующим статусом, определении административных центров муниципальных образований Грибановского, Каширского, Острогожского, Семилукского, Таловского, Хохольского районов и города Нововоронеж».

## Население
| 2000 | 2004 | 2005 | 2006 | 2007 | 2008 | 2009 |
| ---- | ---- | ---- | ---- | ---- | ---- | ---- |
| 759  | ↘630 | ↗664 | ↗671 | ↘596 | →596 | ↗606 |
| 2010 | 2012 | 2013 | 2014 | 2015 | 2016 | 2017 |
| ↗611 | ↘586 | ↘557 | ↘546 | ↗548 | ↘544 | ↗552 |
| 2018 |      |      |      |      |      |      |
| ↘531 |      |      |      |      |      |      |

## Состав сельского поселения
| № | Населённый пункт | Тип населённого пункта       | Население |
| - | ---------------- | ---------------------------- | --------- |
| 1 | Берёзово         | село, административный центр | ↗488      |
| 2 | Завершье         | село                         | ↘123      |